# Science wars

Les science wars (littéralement guerres de la science) réfèrent à une série d'échanges entre tenants du réalisme scientifique d'un côté, et ceux du postmodernisme de l'autre, concernant la nature de la méthode scientifique. Ces échanges se sont pour l'essentiel tenus lors des années 1990 dans des publications universitaires et de vulgarisation américaines.
Lors de ces échanges, les réalistes ont accusé les postmodernistes d'avoir rejeté la méthode scientifique en général et la neutralité en particulier. Des réalistes comme Norman Levitt, Paul R. Gross, Jean Bricmont et Alan Sokal ont soutenu que le savoir scientifique renvoie à une réalité objective et indépendante des observateurs, tandis que les postmodernistes pensent que la réalité n'existe pas indépendamment des observateurs. Ils ont également affirmé que de grands pans de l'éducation rejettent l'objectivité et le réalisme sous l'influence de poststructuralistes tels Jacques Derrida, Gilles Deleuze et Jean-François Lyotard.
Les réalistes critiquent les approches de disciplines telles les Cultural Studies, l'anthropologie culturelle, les études féministes, la littérature comparée, la sociologie des médias et les études des sciences et technologies. Ils affirment également que les critiques postmodernistes ne savent pas de quoi ils parlent.[réf. nécessaire]

## Contexte
Jusqu'au milieu du XXe siècle, la philosophie des sciences s'est concentrée sur la viabilité de la méthode scientifique et du savoir, justifiant la vérité des théories scientifiques et des observations et tentant de découvrir, d'un point de vue philosophique, pourquoi la science fonctionne.
Karl Popper, l'un des premiers opposants au positivisme logique au XXe siècle, critique l'empirisme logique et rejette l'approche classique observationaliste (en)/inductiviste en faveur de la réfutabilité. Il s'oppose également au justificationisme, qu'il remplace par le rationalisme critique, qu'il qualifie de « première philosophie criticiste non-justificative. ». Ses critiques de la méthode scientifique seront adoptées par la suite par plusieurs tenants du postmodernisme.
Un certain nombre[évasif] de philosophes du XXe siècle soutiennent que les modèles logiques de la science pure ne s'appliquent pas à la pratique actuelle de la science. En 1962, la publication de La Structure des révolutions scientifiques de Thomas Kuhn amène un nouveau regard sur la science, qui est aussi une pratique sociale parmi d'autres, et qui ne suit pas les pures lois logiques considérées seules par l'empirisme logique.
Kuhn décrit le développement scientifique, non pas comme une progression régulière vers la vérité et la compréhension, mais plutôt comme une série de révolutions périodiques qui remplacent l'ordre scientifique précédent avec de nouveaux cadres d'analyse (qu'il appelle paradigmes). Kuhn attribue ce processus aux interactions et stratégies des participants humains à la science plutôt qu'à la structure même de cette dernière.
Le livre de Kuhn amène la science à devenir un objet d'étude pour de nouvelles disciplines. Ainsi, certains penseurs poussent plus loin les idées de Kuhn et affirment que les théories scientifiques sont, du moins en partie, une construction sociale. Ceci ébranle l'affirmation scientifique soutenant que la science présente une réalité objective. La « réalité » semble avoir une place moins importante dans la formation des théories scientifiques.
En 1971, Jerome Ravetz (en) publie Scientific Knowledge and its Social Problems, dans lequel il expose le rôle que joue la communauté scientifique dans une construction sociale de la science en acceptant ou en rejetant le savoir scientifique.

## Les guerres de la science
Dans Superstition supérieure (1994), les scientifiques Paul R. Gross et Norman Levitt accusent des postmodernistes d'anti-intellectualisme, exposent les prémisses du relativisme et prétendent que les postmodernistes savent peu de choses à propos des théories scientifiques qu'ils critiquent.
Les auteurs soulignent que les « critiques de la science  » comprennent mal les approches théoriques qu'elles remettent en cause,.
Le livre lance ce qui sera nommé les guerres de la science. Il inspire, notamment, une conférence de l'Académie des sciences de New York intitulée The Flight from Science and Reason et récitée par Gross, Levitt et Gerald Holton. Les participants à la conférence sont critiques de l'approche polémique de Gross et Levitt, mais s'entendent sur l'inconsistance intellectuelle des profanes, non-scientifiques et autres intellectuels des sciences sociales lorsqu'ils se prononcent sur des enjeux scientifiques.

### Guerres de la science dansSocial Text
En 1996, Social Text, une revue postmoderne de théorie critique de l'Université Duke, publie un numéro intitulé Science Wars, une compilation de petits articles d'académiciens postmodernes des sciences humaines et sociales insistant sur les rôles de la société et de la politique en science. Dans l'introduction, l'éditeur Andrew Ross (en) déclare que les attaques des Science studies sont des réactions conservatrices visant à réduire les fonds consacrés à la recherche scientifique. Il caractérise la conférence Flight from Science and Reason comme une tentative « d'associer en une masse plusieurs menaces telles le créationnisme scientifique, le New Age, l'astrologie, l'ufologie, le scientisme, le postmodernisme et les critiques des Science studies côte-à-côte avec des spectres historiques tels la Physique allemande et le lyssenkisme. ».
L'historienne Dorothy Nelkin (en) analyse la sortie de Gross et Leavitt comme un « appel aux armes en réponse au mariage raté de la science et de l'État. » Ainsi, depuis la fin de la guerre froide, les investissements militaires en science ont diminué et la recherche est devenue peu à peu dirigée par des intérêts privés. Nelkin affirme que les critiques postmodernes sont devenus des boucs émissaires détournant l'attention des problèmes en science.
Le physicien Alan Sokal soumet à la revue un article intitulé Transgressing the Boundaries: Towards a Transformative Hermeneutics of Quantum Gravity, suggérant que la gravité quantique est une construction linguistique et sociale et que la physique quantique soutient les critiques postmodernistes de l'objectivité scientifique. Après avoir retardé la publication de l'article dans des numéros précédents en raison du refus de Sokal de considérer certaines révisions, le personnel publie le texte dans l'édition des Science wars. Plus tard, dans l'édition de mai 1996 de Lingua Franca, Sokal révèle, dans l'article A Physicist Experiments With Cultural Studies, que son article publié dans Social Text est un canular forgé entièrement dans le but de tester la rigueur intellectuelle (en) d'une revue qui « publierait un article délibérément saupoudré de non-sens si (a) il sonne bien et (b) il flatte les préconceptions idéologiques des éditeurs. ». L'affaire Sokal fait grand bruit et sera longuement commentée par la suite.